# Nu fauve
Nu fauve (Pose à l'École des beaux-arts) est une huile sur toile peinte par Albert Marquet en 1898 et conservée au musée des Beaux-Arts de Bordeaux.